# Nagroda Satelita za najlepszą muzykę
Laureaci Satelity w kategorii najlepsza muzyka filmowa:

## Lata 90
1996: Gabriel Yared – Angielski pacjent

nominacje:
- Patrick Doyle – Hamlet
- Danny Elfman – Marsjanie atakują!
- Elliot Goldenthal – Michael Collins
- Daniel Lanois – Blizny przeszłości

1997: James Horner – Titanic

nominacje:
- Mike Figgis – Romans na jedną noc
- Jerry Goldsmith – Tajemnice Los Angeles
- David Newman – Anastazja
- John Williams – Amistad

1998: Hans Zimmer – Cienka czerwona linia

nominacje:
- Randy Newman – Miasteczko Pleasantville
- Rachel Portman – Pokochać
- Gabriel Yared – Miasto aniołów
- John Williams – Szeregowiec Ryan

1999: Danny Elfman – Jeździec bez głowy

nominacje:
- Bill Conti – Afera Thomasa Crowna
- John Corigliano – Purpurowe skrzypce
- James Newton Howard – Cedry pod śniegiem
- Ennio Morricone – 1900: Człowiek legenda
- Michael Nyman, Damon Albarn – Drapieżcy

## 2000–2009
2000: Hans Zimmer, Lisa Gerrard – Gladiator

nominacje:
- Danny Elfman – Dowód życia
- Ennio Morricone – Malena
- Cliff Martinez – Traffic
- Rachel Portman – Nazywał się Bagger Vance

2001: Craig Armstrong – Moulin Rouge!

nominacje:
- Harry Gregson-Williams – Zawód: Szpieg
- James Horner – Piękny umysł
- Rolfe Kent – Legalna blondynka
- Hans Zimmer – Hannibal

2002: Elliot Goldenthal – Frida

nominacje:
- Badly Drawn Boy – Był sobie chłopiec
- Terence Blanchard – 25. godzina
- Liz Gallacher – 24 Hour Party People
- Craig Werden – Lawirant

2003: Hans Zimmer – Ostatni samuraj

nominacje:
- James Horner – Zaginione
- Randy Newman – Niepokonany Seabiscuit
- Thomas Newman – Gdzie jest Nemo?
- Howard Shore – Władca Pierścieni: Powrót króla
- Stephen Trask – Letni obóz
- Gabriel Yared – Wzgórze nadziei

2004: John Swihart – Napoleon Wybuchowiec

nominacje:
- Danny Elfman – Spider-Man 2
- Michael Giacchino – Iniemamocni
- Jan A.P. Kaczmarek – Marzyciel
- David A. Stewart, John Powell, Mick Jagger – Alfie
- Howard Shore – Aviator

2005: Harry Gregson-Williams – Królestwo niebieskie

nominacje:
- Danny Elfman – Gnijąca panna młoda Tima Burtona
- Alberto Iglesias – Wierny ogrodnik
- Robert Rodriguez – Sin City: Miasto grzechu
- Gustavo Santaolalla – Tajemnica Brokeback Mountain
- John Williams – Wyznania gejszy

2006: Gustavo Santaolalla – Babel

nominacje:
- Clint Eastwood – Sztandar chwały
- Philip Glass – Notatki o skandalu
- Nathan Johnson – Kto ją zabił?
- Gabriel Yared – Życie na podsłuchu
- Hans Zimmer – Kod da Vinci

2007: Alberto Iglesias – Chłopiec z latawcem

nominacje:
- Nick Cave – Zabójstwo Jesse’ego Jamesa przez tchórzliwego Roberta Forda
- Michael Giacchino – Ratatuj
- James Newton Howard – Świadek bez pamięci
- Dario Marianelli – Pokuta
- Howard Shore – Wschodnie obietnice

2008: A.R. Rahman – Slumdog. Milioner z ulicy

nominacje:
- David Arnold – 007 Quantum of Solace
- Danny Elfman – Obywatel Milk
- David Hirschfelder – Australia
- Thomas Newman – WALL·E
- John Powell – Horton słyszy Ktosia

2009: Rolfe Kent – W chmurach

nominacje:
- Carter Burwell, Karen Orzołek – Gdzie mieszkają dzikie stwory
- Michael Giacchino – Odlot
- Elliot Goldenthal – Wrogowie publiczni
- Marvin Hamlisch – Intrygant
- Gabriel Yared – Amelia Earhart

## 2010–2019
2010: Hans Zimmer – Incepcja

nominacje:
- Alexandre Desplat – Harry Potter i Insygnia Śmierci. Część I
- Harry Gregson-Williams – Niepowstrzymany
- James Newton Howard – Salt
- Clint Mansell – Czarny łabędź
- A.R. Rahman – 127 godzin
- Trent Reznor, Atticus Ross – The Social Network
- Howard Shore – Saga „Zmierzch”: Zaćmienie

2011: Marco Beltrami – Surferka z charakterem

nominacje:
- Alexandre Desplat – Harry Potter i Insygnia Śmierci. Część II
- Michael Giacchino – Super 8
- James Newton Howard – Woda dla słoni
- Cliff Martinez – Drive
- John Williams – Czas wojny

2012: Alexandre Desplat – Operacja Argo

nominacje:
- Jonny Greenwood – Mistrz
- Dario Marianelli – Anna Karenina
- Thomas Newman – Skyfall
- John Williams – Lincoln
- Benh Zeitlin, Dan Romer – Bestie z południowych krain

2013: Steven Price – Grawitacja

nominacje:
- Alexandre Desplat – Tajemnica Filomeny
- Arcade Fire – Ona
- Theodore Shapiro – Sekretne życie Waltera Mitty
- John Williams – Złodziejka książek
- Hans Zimmer – Zniewolony

2014: Antonio Sánchez – Birdman

nominacje:
- Alexandre Desplat – Gra tajemnic
- Thomas Newman – Sędzia
- Steven Price – Furia
- Trent Reznor, Atticus Ross – Zaginiona dziewczyna
- Hans Zimmer – Interstellar

2015: Carter Burwell – Carol

nominacje:
- Alexandre Desplat – Dziewczyna z portretu
- Harry Gregson-Williams – Marsjanin
- Thomas Newman – Spectre
- Howard Shore – Spotlight
- Michael Giacchino – W głowie się nie mieści

2016: Justin Hurwitz – La La Land

nominacje:
- John Williams – BFG: Bardzo Fajny Gigant
- John Debney – Księga dżungli
- Lesley Barber – Manchester by the Sea
- Rupert Gregson-Williams – Przełęcz ocalonych
- Hans Zimmer, Pharrell Williams, Benjamin Wallfisch – Ukryte działania

2017: Rupert Gregson-Williams – Wonder Woman

nominacje:
- Dario Marianelli – Czas mroku
- Hans Zimmer  – Dunkierka
- Alexandre Desplat – Kształt wody
- Michael Giacchino – Wojna o planetę małp
- Carter Burwell – Wonderstruck

2018: Justin Hurwitz – Pierwszy człowiek

nominacje:
- Alexandre Desplat – Bracia Sisters
- Thomas Adès – Colette
- Terence Blanchard – Czarne bractwo. BlacKkKlansman
- Nicholas Britell – Gdyby ulica Beale umiała mówić
- Hans Zimmer  – Wdowy